# Balesta
Balesta ist eine französische Gemeinde mit 158 Einwohnern (Stand 1. Januar 2022) im Département Haute-Garonne in der Region Okzitanien (vor 2016 Midi-Pyrénées). Die Einwohner werden als Balestois bezeichnet.

## Lage
Balesta liegt am Flüsschen Bernesse, an der südlichen Gemeindegrenze verläuft die Seygouade. Beides sind Zuflüsse der Save.
Nachbargemeinden sind:
Nizan-Gesse, Sarrecave, Larroque, Cazaril-Tambourès, Boudrac und Bazordan im Département Hautes-Pyrénées.

## Bevölkerungsentwicklung
| Jahr                       | 1962 | 1968 | 1975 | 1982 | 1990 | 1999 | 2006 | 2017 | 2019 |
| -------------------------- | ---- | ---- | ---- | ---- | ---- | ---- | ---- | ---- | ---- |
| Einwohner                  | 262  | 253  | 197  | 177  | 172  | 149  | 170  | 148  | 140  |
| Quellen: Cassini und INSEE |      |      |      |      |      |      |      |      |      |

## Sehenswürdigkeiten
- Kirche St-Blaise, erbaut im 14. Jahrhundert
- Waschhaus